# Логозерка
Логозерка — река в Ленинградской и Вологодской областях России, правый приток Колошмы.
Вытекает из Лангозера, течёт в восточном направлении сначала по территории Тихвинского района Ленинградской области, затем Пяжозерского сельского поселения Бабаевского района Вологодской области в болотистой незаселённой местности и впадает в Колошму в 51 км от её устья. Длина реки составляет 13 км. Населённых пунктов на берегах и крупных притоков нет.

## Данные водного реестра
По данным государственного водного реестра России относится к Верхневолжскому бассейновому округу, водохозяйственный участок реки — Суда от истока и до устья, речной подбассейн реки — Реки бассейна Рыбинского водохранилища. Речной бассейн реки — (Верхняя) Волга до Куйбышевского водохранилища (без бассейна Оки).
Код объекта в государственном водном реестре — 08010200212110000007401.